# BMW Ljubljana Open 2010
Il BMW Ljubljana Open 2010 è un torneo professionistico di tennis maschile giocato sul cemento, che faceva parte dell'ATP Challenger Tour 2010. Si è giocato a Lubiana in Slovenia dal 20 al 26 settembre 2010.

## Partecipanti

### Teste di serie
| Nazionalità | Giocatore         | Ranking* | Testa di serie |
| ----------- | ----------------- | -------- | -------------- |
| Italia      | Paolo Lorenzi     | 108      | 1              |
| Slovenia    | Grega Žemlja      | 119      | 2              |
| Slovenia    | Blaž Kavčič       | 120      | 3              |
| Serbia      | Ilija Bozoljac    | 129      | 4              |
| Francia     | Éric Prodon       | 155      | 5              |
| Rep. Ceca   | Ivo Minář         | 158      | 6              |
| Belgio      | Christophe Rochus | 178      | 7              |
| Russia      | Andreij Kuznecov  | 186      | 8              |

- Ranking al 13 settembre 2010.

### Altri partecipanti
Giocatori che hanno ricevuto una wild card:
- Luka Gregorc
- Tilen Žitnik
- Borut Puc
- Thomas Muster
- Janez Semrajč (special entrant)

Giocatori passati dalle qualificazioni:
- Ivan Bjelica
- Boris Pašanski
- Erling Tveit
- Miljan Zekić

## Campioni

### Singolare
Blaž Kavčič ha battuto in finale  David Goffin, 6–2, 4–6, 7–5

### Doppio
Nikola Mektić /  Ivan Zovko hanno battuto in finale  Marin Draganja /  Dino Marcan, 3–6, 6–0, [10–3]